# Serghei Alexeev
Serghei Alexeev, född 31 maj 1986, är en moldavisk fotbollsspelare. Han är sedan juli 2016 anfallare i BFC Daugavpils i Lettland. Han har spelat i Moldaviens fotbollslandslag.